# Cegléd vasútállomás
Cegléd vasútállomás Cegléd városának vasútállomása, melyet a MÁV üzemeltet. A 
városközponttól mintegy másfél kilométerre északra helyezkedik el, közúti elérését a 4-es főút felől önkormányzati utak biztosítják.
Cegléd fontos vasúti csomópont, ugyanis  áthalad rajta a Budapest–Záhony-vasútvonal (100 jelzésű), illetve itt ágazik ki a Cegléd–Szeged-vasútvonal (140 jelzésű). A városban emiatt mindegyik gyorsvonat és InterCity megáll, az ütemes menetrendnek köszönhetően kiváló vasúti összeköttetéssel rendelkezik Budapest, Szolnok és Szeged irányába is. A vasútállomás a Kölcsey tér 3. szám alatt található. A város közigazgatási határán belül található még két vasúti megálló: Budai út (100a vonal) és Ceglédi szállások (140-es vonal).
Egykoron, innen haladt keresztül a városközponton, Csemő irányába a normál nyomtávú Cegléd–Hantháza-vasútvonal, amely főként gazdasági szempontok figyelembe vételével létesült. A 20 km hosszú vonal 1978-ig szolgálta a környék forgalmát, ma már csak nyomai láthatók. Az épület előtti térről indult a Cegléd-Vezseny keskeny nyomtávú vonal, melyen 1973. december 31-ével szűnt meg a forgalom.
A városközpontban 1962-ben megnyílt autóbusz-állomás 1987-ben költözött át a vasútállomás elé, az egykori vásártér területének északi részére.
Az állomás vágányhálózati rajza: 
Valamikor az állomás területéhez az utasperonokkal rendelkező vágányok mögött egy fűtőház és a mainál több iparvágány is tartozott, azonban ezek az 1990-es évek elején és a 2007-es átépítés során lebontásra kerültek. Ennek ellenére még ma is jelentős a teherforgalom, bár leginkább csak áthaladóban. A vágányok többsége rendelkezik felsővezetékkel, ezért manapság jóval kevesebb dízelmozdony fordul meg az állomáson.

## Megközelítése tömegközlekedéssel
- Helyközi busz:  520, 521, 522, 525, 526, 528, 531, 535, 537, 539, 540, 541, 542, 550, 552, 553, 555, 556, 558, 559, 560, 561, 562, 564, 565, 566
- Regionális busz:  1348, 1362, 1376

## Forgalom
| Járat                           | Útvonal | Gyakoriság                                   |
| ------------------------------- | --- | -------------------------------------------- |
| S50                             | Budapest-Nyugati – Zugló – Kőbánya alsó – Kőbánya-Kispest – Pestszentlőrinc – Szemeretelep – Ferihegy – Vecsés – Vecsés-Kertekalja – Üllő – Hosszúberek-Péteri – Monor (– Monorierdő – Pilis – Albertirsa – Ceglédbercel – Ceglédbercel-Cserő – Budai út – Cegléd – Abony – Szolnok) | Napi 4 pár                                   |
| G50                             | Szolnok → Abony → Cegléd → Albertirsa → Pilis → Monorierdő → Monor → Kőbánya-Kispest → Kőbánya alsó → Zugló → Budapest-Nyugati | Munkanapokon hajnalban 2 Budapest felé       |
| Z50                             | Budapest-Nyugati – Zugló – Kőbánya alsó – Kőbánya-Kispest – Ferihegy – Monor – Monorierdő – Pilis – Albertirsa – Ceglédbercel – Ceglédbercel-Cserő – Budai út – Cegléd (– Abony – Szolnok) | 30-60 percenként                             |
| S225                            | Szolnok – Abony – Cegléd – Nagykőrös – Kecskemét | Munkanapokon napi 5-6 pár                    |
| személyvonat                    | Budapest-Nyugati → Zugló → Kőbánya alsó → Kőbánya-Kispest → Pestszentlőrinc → Szemeretelep → Ferihegy → Vecsés → Vecsés-Kertekalja → Üllő → Hosszúberek-Péteri → Monor → Monorierdő → Pilis → Albertirsa → Ceglédbercel → Ceglédbercel-Cserő → Budai út → Cegléd → Abony → Szolnok → Szajol → Törökszentmiklós → Fegyvernek-Örményes → Kisújszállás → Karcag → Püspökladány → Kaba → Hajdúszoboszló → Ebes → Debrecen | Napi 1 Debrecen felé                         |
| személyvonat                    | Budapest-Nyugati → Zugló → Kőbánya alsó → Kőbánya-Kispest → Ferihegy → Monor → Monorierdő → Pilis → Albertirsa → Ceglédbercel → Ceglédbercel-Cserő → Budai út → Cegléd → Nyársapát → Nagykőrös → Kecskemét | Napi 1 Kecskemét felé                        |
| személyvonat                    | Kecskemét → Katonatelep → Nagykőrös → Nyársapát → Cegléd → Monorierdő → Üllő → Ferihegy → Kőbánya-Kispest → Zugló → Budapest-Nyugati | Napi 1 Budapest felé                         |
| személyvonat                    | Kecskemét → Nagykőrös → Cegléd → Albertirsa → Pilis → Monor → Vecsés → Kőbánya-Kispest → Kőbánya alsó → Zugló → Budapest-Nyugati | Napi 2 Budapest felé                         |
| személyvonat                    | Cegléd → Abony → Szolnok → Szajol → Törökszentmiklós → Fegyvernek-Örményes → Kisújszállás → Karcag → Püspökladány → Kaba → Hajdúszoboszló → Ebes → Debrecen → Debrecen-Csapókert → Apafa → Bocskaikert → Hajdúhadház → Téglás → Újfehértó → Nyíregyháza → Sóstó → Sóstóhegy → Kemecse → Nyírbogdány → Kék → Demecser → Gégény → Pátroha → Ajak → Kisvárda → Kisvárda-Hármasút → Fényeslitke → Komoró → Tuzsér → Tiszabezdéd → Záhony | Munkanapokon 2 Záhony felé                   |
| személyvonat                    | Cegléd – Abony – Szolnok – Szajol – Törökszentmiklós – Fegyvernek-Örményes – Kisújszállás – Karcag – Püspökladány – Kaba – Hajdúszoboszló – Ebes – Debrecen – Debrecen-Csapókert – Apafa – Bocskaikert – Hajdúhadház – Téglás – Újfehértó – Nyíregyháza | Napi 4-6 pár                                 |
| személyvonat                    | Szentes → Hékéd → Nagytőke → Kunszentmárton → Kungyalu → Homok → Tiszaföldvár → Martfű → Bagimajor → Kengyel → Tiszatenyő → Szajol → Szolnok → Cegléd → Kőbánya-Kispest → Zugló → Budapest-Nyugati | Vasárnap 1 Budapest felé                     |
| Cívis InterRégió                | Budapest-Nyugati – Zugló – Kőbánya-Kispest – Ferihegy – Cegléd – Abony – Szolnok – Szajol – Törökszentmiklós – Fegyvernek-Örményes – Kisújszállás – Karcag – Püspökladány – Kaba – Hajdúszoboszló – Ebes – Debrecen (– Debrecen-Csapókert – Apafa – Bocskaikert – Hajdúhadház – Téglás – Újfehértó – Nyíregyháza – Sóstó – Sóstóhegy – Kemecse – Nyírbogdány – Kék – Demecser – Gégény – Pátroha – Ajak – Kisvárda – Kisvárda-Hármasút – Fényeslitke – Komoró – Tuzsér – Tiszabezdéd – Záhony) | óránként                                     |
| Cívis InterRégió                | Budapest-Nyugati – Zugló – Kőbánya-Kispest – Ferihegy (← Üllő) – (Monor →) (← Monorierdő) – (Pilis → Albertirsa →) Cegléd – Abony – Szolnok – Szajol – Törökszentmiklós – Fegyvernek-Örményes – Kisújszállás – Karcag – Püspökladány – Kaba – Hajdúszoboszló – Ebes – Debrecen | Napi 1 Debrecen felé és napi 2 Budapest felé |
| sebesvonat                      | Budapest-Nyugati – Zugló (→ Kőbánya alsó) – Kőbánya-Kispest – Ferihegy (← Üllő) (→ Monor → Monorierdő → Pilis → Albertirsa → Ceglédbercel → Ceglédbercel-Cserő → Budai út) – Cegléd – Nyársapát – Nagykőrös (← Katonatelep) – Kecskemét – Városföld (← Kunszállás) – Kiskunfélegyháza – Kistelek – Szatymaz – Szeged | Napi 1 pár                                   |
| Csabai Tekergő expresszvonat    | Békéscsaba – Murony – Mezőberény – Gyoma – Mezőtúr – Szolnok – Cegléd – Ferihegy – Kőbánya-Kispest – Budapest-Kelenföld – Velence – Székesfehérvár – Balatonakarattya – Balatonkenese – Balatonfűzfő – Balatonalmádi – Alsóörs – Csopak – Balatonfüred – Balatonakali-Dörgicse – Zánka-Köveskál – Szepezdfürdő – Révfülöp (← Badacsonyörs) – Badacsonytomaj – Badacsony – Tapolca | Nyári hétvégéken napi 1 pár                  |
| Szabolcsi Tekergő expresszvonat | Záhony – Tiszabezdéd – Tuzsér – Komoró – Fényeslitke – Kisvárda-Hármasút – Kisvárda – Ajak – Pátroha – Gégény – Demecser – Kék – Nyírbogdány – Kemecse – Sóstóhegy – Sóstó – Nyíregyháza – Újfehértó – Téglás – Hajdúhadház – Bocskaikert – Debrecen-Csapókert – Debrecen – Ebes – Hajdúszoboszló – Kaba – Püspökladány – Karcag – Kisújszállás – Fegyvernek-Örményes – Törökszentmiklós – Szajol – Szolnok – Abony – Cegléd – Ferihegy – Kőbánya-Kispest – Budapest-Kelenföld – Velence – Székesfehérvár – Balatonakarattya – Balatonkenese – Balatonfűzfő – Balatonalmádi – Alsóörs – Balatonfüred – Balatonakali-Dörgicse – Zánka-Erzsébettábor                                           | Nyáron napi 1 pár                            |
| Aranypart expresszvonat         | Záhony – Tiszabezdéd – Tuzsér – Komoró – Fényeslitke – Kisvárda-Hármasút – Kisvárda – Ajak – Pátroha – Gégény – Demecser – Kék – Nyírbogdány – Kemecse – Sóstóhegy – Sóstó – Nyíregyháza – Újfehértó (← Debrecen-Csapókert) – Debrecen (← Ebes) – Hajdúszoboszló (← Kaba) – Püspökladány – Karcag – Kisújszállás (← Fegyvernek-Örményes) – Törökszentmiklós (← Szajol) – Szolnok – Abony – Cegléd – Ferihegy – Kőbánya-Kispest – Budapest-Kelenföld – Velence – Székesfehérvár – Balatonaliga – Szabadisóstó – Szabadifürdő – Siófok – Balatonszéplak felső – Balatonszéplak alsó – Zamárdi – Szántód – Balatonföldvár – Balatonszemes – Balatonlelle – Balatonboglár – Fonyódliget – Fonyód | Nyáron napi 1 pár                            |
| Aranyhíd expresszvonat          | Szeged (← Szatymaz ← Kistelek) – Kiskunfélegyháza – Kecskemét – Nagykőrös – Cegléd – Ferihegy – Kőbánya-Kispest – Budapest-Kelenföld – Székesfehérvár – Balatonaliga – Szabadisóstó – Siófok – Zamárdi – Balatonföldvár – Balatonszárszó – Balatonszemes – Balatonlelle – Balatonboglár – Fonyód – Balatonmáriafürdő – Balatonberény – Balatonszentgyörgy | Nyáron napi 1 pár                            |
| Panoráma expresszvonat          | Nyíregyháza – Debrecen – Szolnok – Cegléd – Albertirsa – Pilis – Ferihegy – Kőbánya-Kispest (← Budapest-Kelenföld) – Velence – Balatonaliga – Szabadisóstó – Szabadifürdő – Siófok | Nyári hétvégéken napi 1 pár                  |
| Tokaj InterCity                 | Budapest-Nyugati – Zugló – Kőbánya-Kispest – Ferihegy – Cegléd – Szolnok – Püspökladány – Hajdúszoboszló – Debrecen – Nyíregyháza – Tokaj – Szerencs – Miskolc-Tiszai – Füzesabony – Hatvan – Budapest-Keleti | 2 óránként                                   |
| Tokaj InterCity                 | Budapest-Nyugati – Zugló – Kőbánya-Kispest – Ferihegy – Cegléd – Szolnok – Püspökladány – Hajdúszoboszló – Debrecen – Nyíregyháza – Rakamaz – Tokaj – Szerencs – Miskolc-Tiszai | Napi 2 Budapest felé és napi 1 Miskolc felé  |
| Tokaj InterCity                 | Budapest-Keleti – Hatvan – Füzesabony – Miskolc-Tiszai – Szerencs – Tokaj – Nyíregyháza – Debrecen (← Ebes ← Hajdúszoboszló ← Kaba ← Püspökladány ← Karcag ← Kisújszállás ← Fegyvernek-Örményes ← Törökszentmiklós ← Szajol ← Szolnok) | Napi 1 pár                                   |
| Napfény InterCity               | Budapest-Nyugati – Zugló – Kőbánya-Kispest – Ferihegy – Cegléd – Nagykőrös – Kecskemét – Kiskunfélegyháza – Kistelek – Szatymaz – Szeged | óránként                                     |
| Napfény InterCity               | Budapest-Nyugati – Zugló – Kőbánya-Kispest – Ferihegy (← Üllő) – (Monor →) (← Monorierdő) – (Pilis → Albertirsa →) Cegléd – (Nyársapát →) Nagykőrös – (Katonatelep →) Kecskemét – Városföld – (Kunszállás →) Kiskunfélegyháza (← Selymes ← Petőfiszállás)– Kistelek – Szatymaz – Szeged | Napi 1 pár                                   |
| Nyírség InterCity               | Budapest-Nyugati – Zugló – Kőbánya-Kispest – Ferihegy – Cegléd – Szolnok – Püspökladány – Hajdúszoboszló – Debrecen – Nyíregyháza (– Kisvárda – Záhony) | 2 óránként                                   |
| Latorca nemzetközi InterCity    | Budapest-Nyugati – Zugló – Kőbánya-Kispest – Ferihegy – Cegléd – Szolnok – Püspökladány – Hajdúszoboszló – Debrecen – Nyíregyháza – Kisvárda – Záhony – Чоп (Csap) – Мукачево (Munkács) | Napi 1-2 pár                                 |

## Kapcsolódó állomások
A vasútállomáshoz az alábbi állomások vannak a legközelebb: 
- Budai út megállóhely (Budapest–Záhony-vasútvonal)
- Abony vasútállomás (Budapest–Záhony-vasútvonal)
- Ceglédi szállások megállóhely (Cegléd–Szeged-vasútvonal)

## Vasútvonalak
Az állomást az alábbi vasútvonalak érintik:
- Budapest–Záhony-vasútvonal (használatban)
- Cegléd–Szeged-vasútvonal (használatban)
- Cegléd–Hantháza-vasútvonal (megsemmisült vagy lebontották)

## Galéria

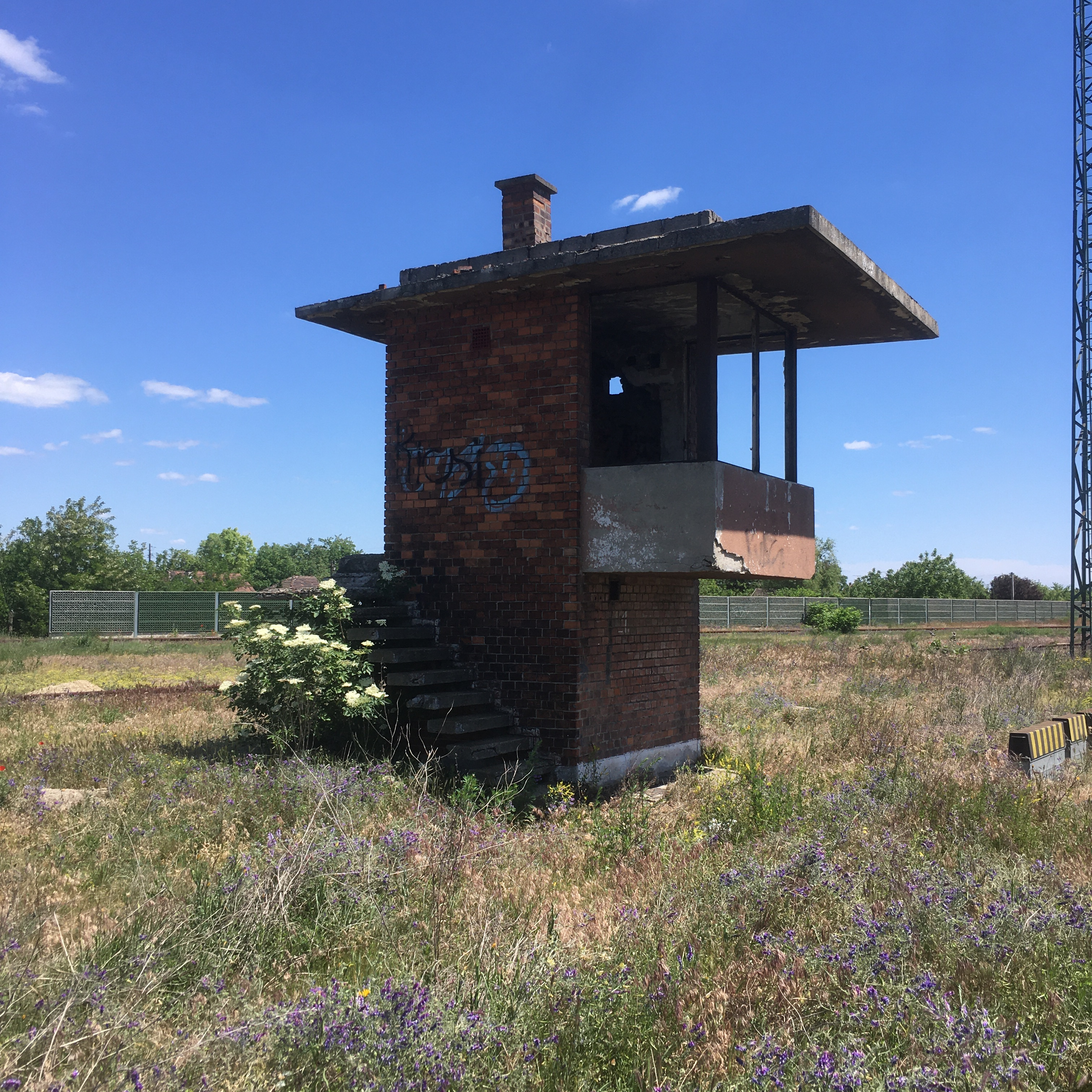
Régi épület
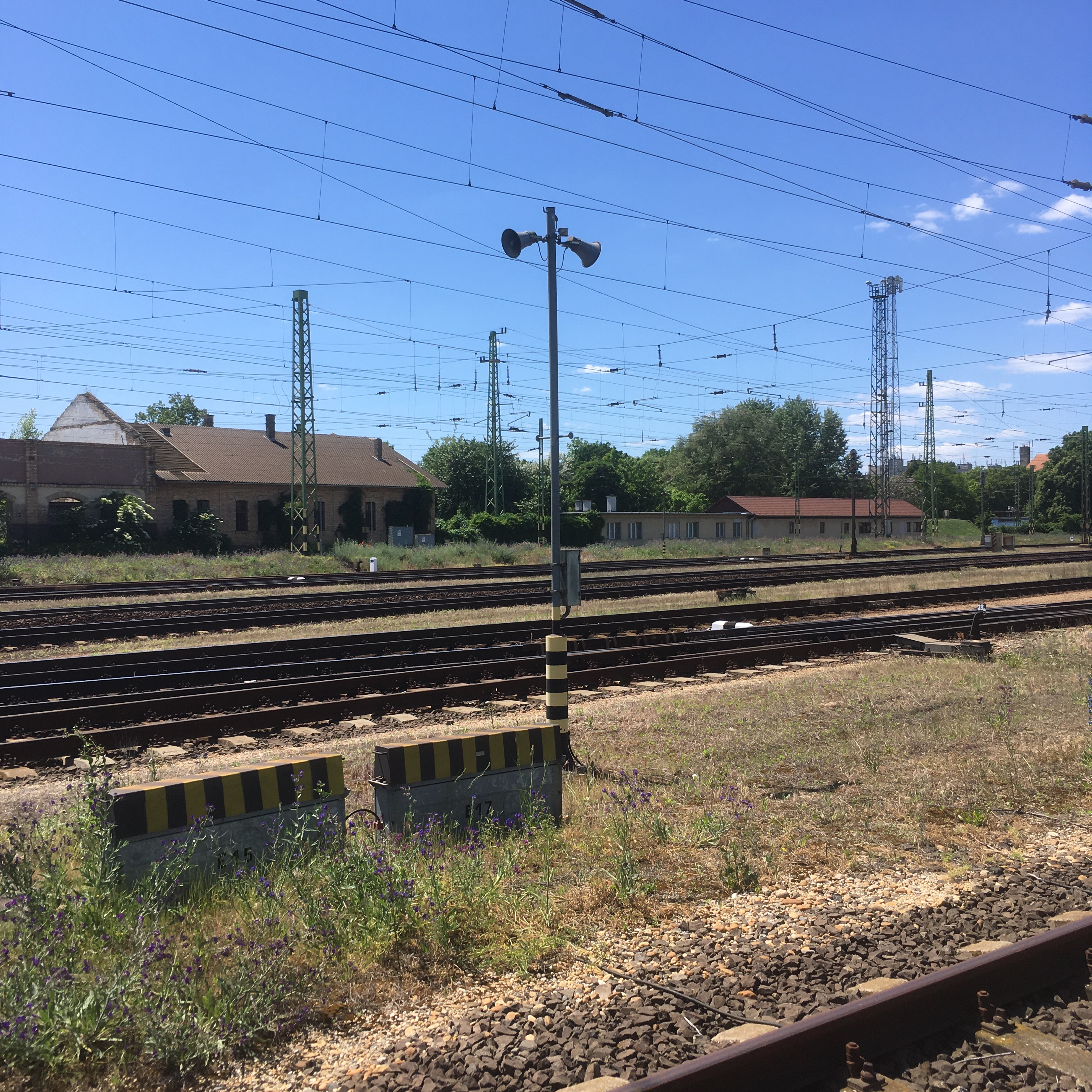
Térhangosító berendezés
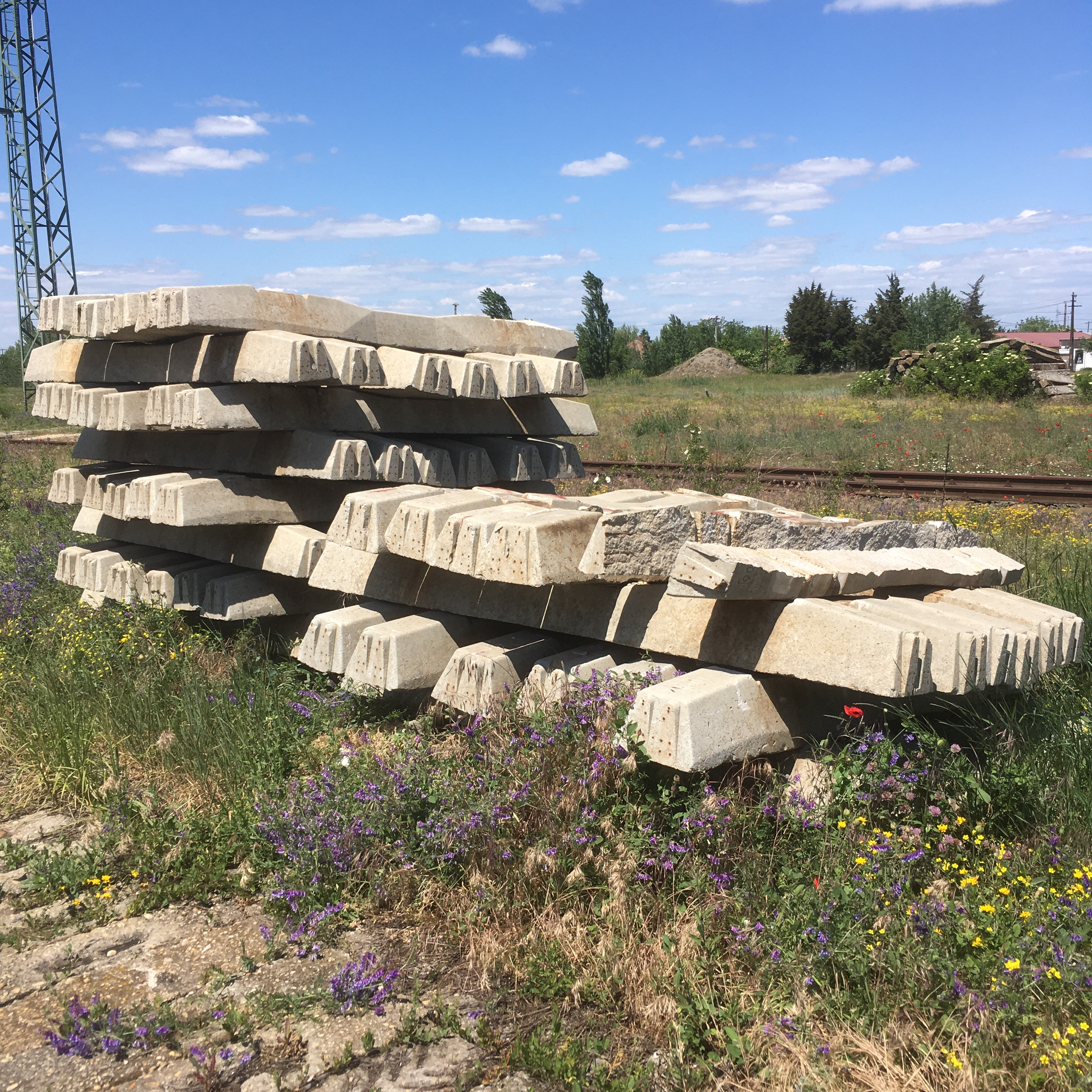
Deponált beton keresztaljak
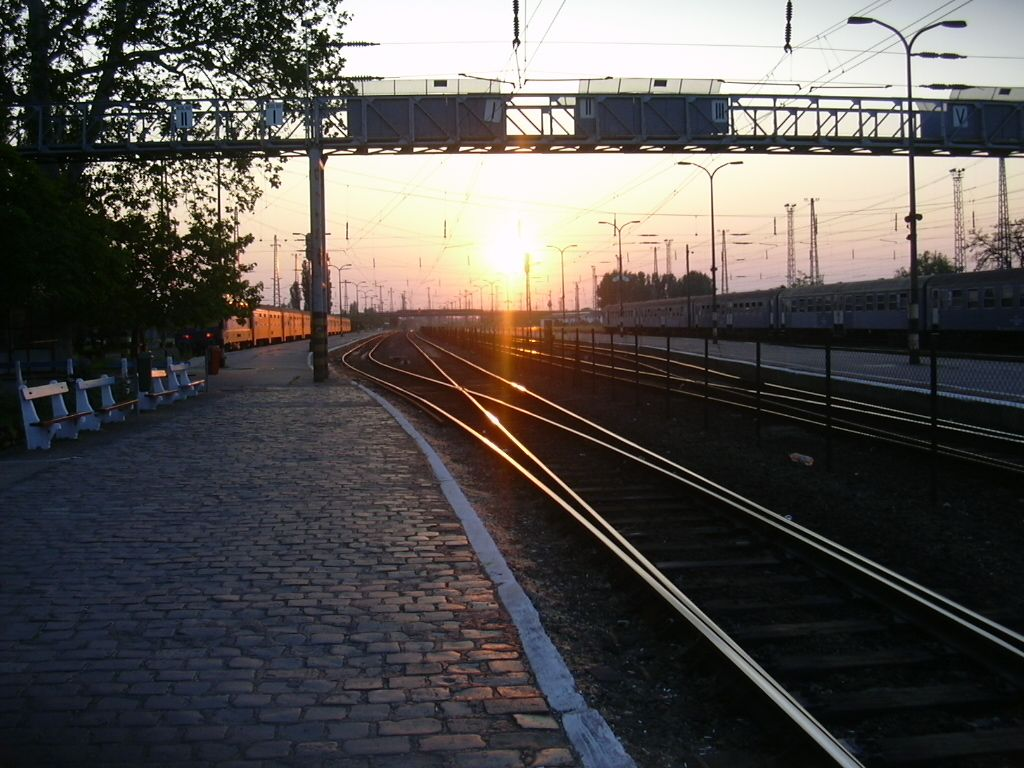
Cegléd állomás az átépítés előtt
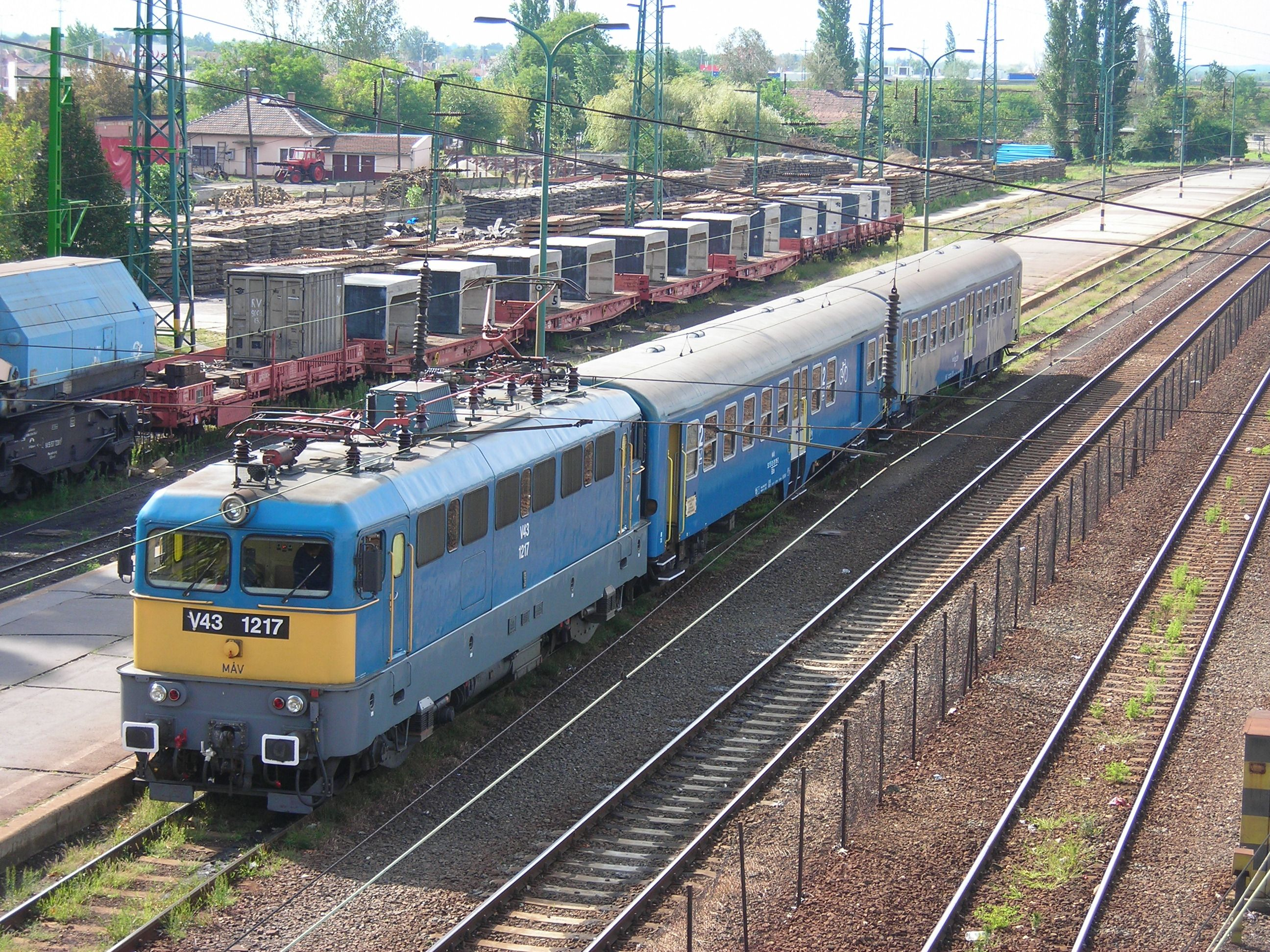
Személyvonat Cegléd állomáson az átépítés előtt
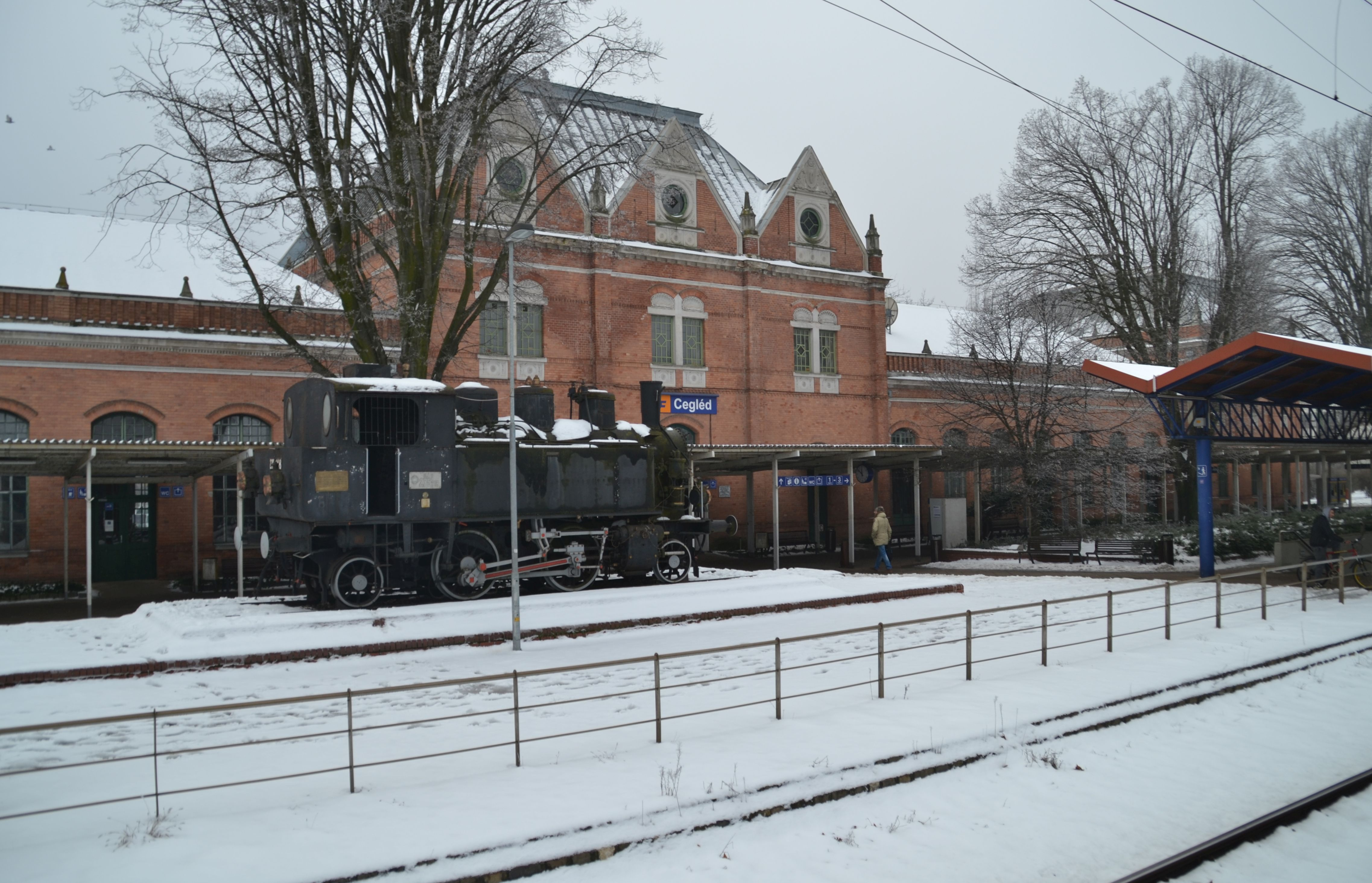
Az állomás télen